# 狂徒 (電影)
《狂徒》（英語：The Scoundrels）是一部於2018年上映的動作劇情電影，原片名《刁民》。由吳慷仁、林哲熹、謝欣穎、李千娜領銜主演，2018年10月26日於台灣上映。為2018高雄電影節開幕片，獲選第23屆釜山影展「亞洲之窗」單元。

## 劇情大綱
職籃新秀文睿（林哲熹 飾演）因暴力事件淪落停車收費員，沒想到意外與神秘人物標哥（吳慷仁 飾演）成為「亡命搭檔」決定幹大事，卻開始一連串考驗亦敵亦友兄弟情誼的火爆幫派衝突⋯⋯！

## 演員列表

### 主要演員
- 吳慷仁 飾演 吳順偉（標哥）

雨衣大盜，偶然狹持文睿作為搶運鈔車計畫的幫手。
- 林哲熹 飾演 廖文睿

原本是一名前途似錦的職業籃球選手，因醜聞事件被逐出籃壇，沒名沒利沒朋友，生活陷入困境，龐大的賠償金讓他鋌而走險與竊車集團合作，身邊只剩女性好友昕潔始終關心他。
- 謝欣穎 飾演 楊雅惠

遭雨衣大盜狹持的女性，實為吳順偉的女朋友兼搶運鈔車共犯。
- 李千娜 飾演 李昕潔

物理治療師，文睿唯一的朋友。
- 高捷 飾演 陳木

承辦刑警，子的下屬。
- 李洺中 飾演 小黑哥

黑幫老大
- 施名帥 飾演 吳子杰

承辦刑警，隊長，與陳木的辦案思維迥異。
- 洪昰顥

銀行駐衛警

## 取景地
- 高雄新崛江商圈(文睿搶運鈔車處)

## 獎項紀錄

### 臺北電影節
| 年份             | 獎項         | 提名者         | 結果 |
| ---------------- | ------------ | -------------- | ---- |
| 2019年臺北電影獎 | 最佳男配角   | 李銘忠         | 提名 |
| 2019年臺北電影獎 | 最佳攝影     | 陳克勤、陳志軒 | 提名 |
| 2019年臺北電影獎 | 最佳視覺效果 | 夢想動畫       | 獲獎 |
| 2019年臺北電影獎 | 最佳藝術貢獻 | 洪昰顥         | 獲獎 |

### 金馬獎
| 年份         | 獎項         | 提名者                     | 結果 |
| ------------ | ------------ | -------------------------- | ---- |
| 第56屆金馬獎 | 最佳新導演   | 洪子烜                     | 提名 |
| 第56屆金馬獎 | 最佳攝影     | 陳克勤、陳志軒             | 獲獎 |
| 第56屆金馬獎 | 最佳造型設計 | 許力文、羅宛怡             | 提名 |
| 第56屆金馬獎 | 最佳動作設計 | 洪昰顥                     | 獲獎 |
| 第56屆金馬獎 | 最佳剪輯     | 李棟全、高鳴晟、李彬、許文 | 提名 |
| 第56屆金馬獎 | 最佳音效     | 納魯貝特·皮亞伊、胡序嵩    | 提名 |

## 外部連結
- 狂徒的Facebook專頁